# محيصن (شبام)
'

تعديل مصدري - تعديل

محيصن هي إحدى قرى عزلة شبام بمديرية شبام التابعة لمحافظة حضرموت، بلغ تعداد سكانها 370 نسمة حسب تعداد اليمن لعام 2004.